# Alice Stevenson
Alice Stevenson (Reino Unido, 10 de Julho de 1861 - Reino Unido, 18 de Agosto de 1973) foi uma superecentenária do Reino Unido, Decana da Humanidade de 27 de Fevereiro de 1973 até a data de seu falecimento, 112 anos e 39 dias. Sucedeu-lhe no título Elizabeth Watkins, de 110 anos de idade.